# أسل بنغالي
أسل بنغالي (الاسم العلمي: Juncus benghalensis) نوع نباتي يتبع جنس الأسل وينتمي إلى الفصيلة الأسلية.